# Ksar Targh Ellil
Ksar Targh Ellil (en arabe : قصر ترغ الليل) est un village fortifié dans la province de Zagora, région de Draa-Tafilalet au sud-est du Maroc .